# Nina Samuels
Samantha Allen (* 17. Oktober 1988 in London, England) ist eine englische Wrestlerin. Sie stand zuletzt bei der WWE unter Vertrag und trat regelmäßig in deren Show NXT UK auf.

## Wrestling-Karriere

### Independent-Ligen (seit 2014)
Samuels begann 2014 mit dem Wrestling für British Empire Wrestling. Sie nahm an einigen Titelmatches und Turnieren teil, konnte diese jedoch nie gewinnen. Danach begann sie damit, für verschiedene Promotionen anzutreten, unter anderem für Pro-Wrestling: EVE, Lucha Britannia, Progess Wrestling und Discovery Wrestling.

### World Wrestling Entertainment (2018–2022)
Samuels trat an Tag 2 des NXT Download-Festival 2018 an. Hier bestritt sie zusammen mit Bianca Belair und Lacey Evans ein Six-Women-Tag-Team-Match. Sie verloren gegen das Team bestehend aus Candice LeRae, Dakota Kai und Tegan Nox. Am 25. August 2018 nahm Samuels an der ersten Runde des NXT UK Women’s Championship-Turniers teil, bei der sie von Dakota Kai besiegt wurde. Samuels traf am 19. April 2019 auf Toni Storm für den NXT UK Women’s Championship, den Titel konnte sie jedoch nicht gewinnen. Am 14. Juni 2019 nahm sie an einer 12-köpfigen Battle Royal teil, um den nächsten Herausforderer für die NXT UK Women’s Championship zu ermitteln, diesen konnte sie jedoch nicht gewinnen. Sie besiegte Dani Luna am 25. September 2019 bei einer Folge von NXT UK. Am 18. August 2022 wurde bekannt gegeben, dass sie von der WWE entlassen wurde.

## Titel und Auszeichnungen
- Pro-Wrestling: EVE
  - Pro-Wrestling: EVE Championship (1×)

- Lucha Britannia
  - Lucha Britannia World Championship (4×)